# محطة الأسلحة التي يتم التحكم فيها عن بعد

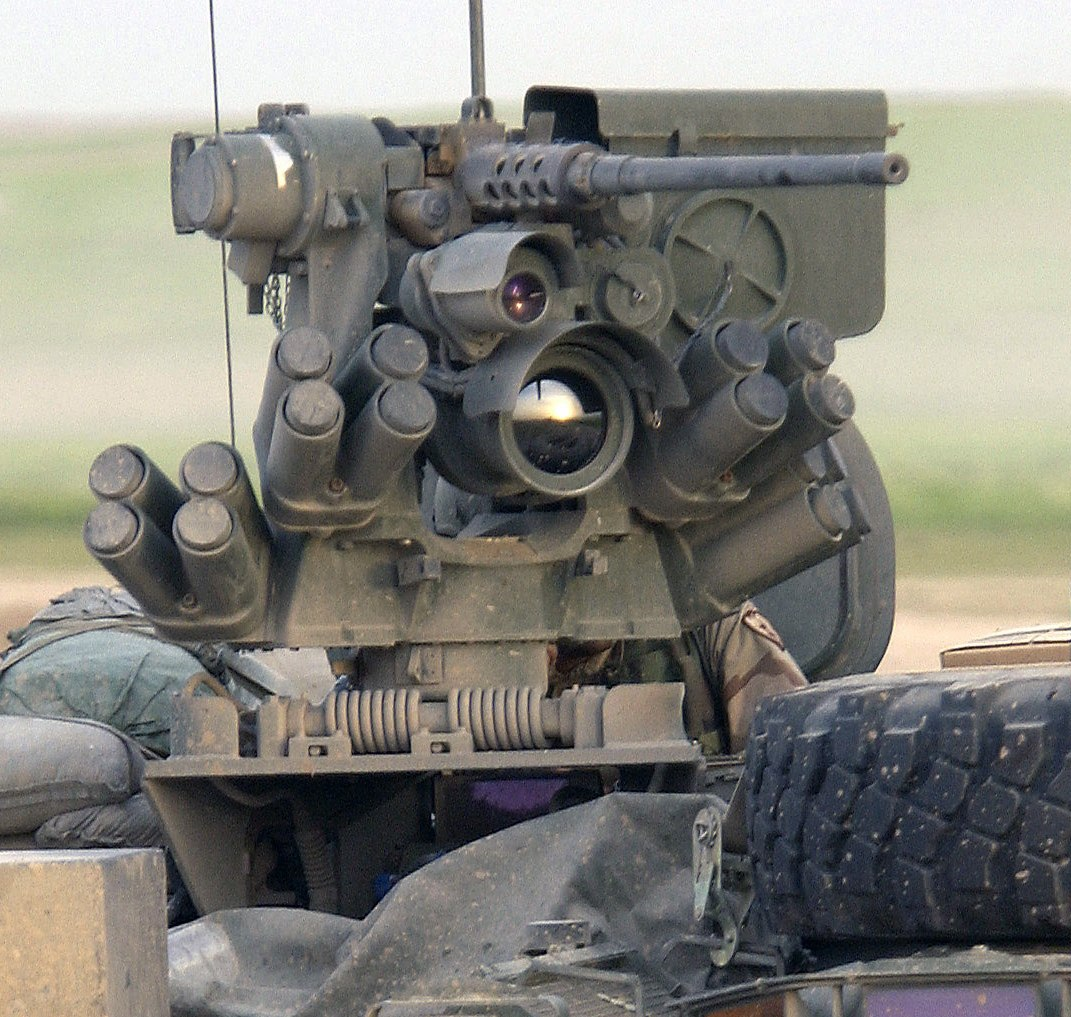
نظام تسليح من شركة تاليس (إم 151) مزود بمدفع رشاش ثقيل محمول على ناقلة جنود مدرعة من شركة سترايكر

محطة الأسلحة التي يتم التحكم فيها عن بُعد (RCWS) المعروف أيضا باسم نظام السلاح عن بعد، (RWS) هو نظام تشغيل للاسلحة مجهز في كثير من الأحيان بنظام للتحكم في إطلاق النار للاسلحة الخفيفة والمتوسطة التي يمكن تثبيتها على مركبة قتالية أرضية أو منصات قتالية بحرية وجوية. تستخدم هذه المحطة في المركبات العسكرية الحديثة ، حيث تسمح بحماية الجنود داخل المركبة .
يمكن أيضًا تعديل هذه المحطة لكي تعمل على المركبات العسكرية  الحالية ، على سبيل المثال ، يتم تركيب هذا النظام على عربات همفي الأمريكية .